# Rubedo

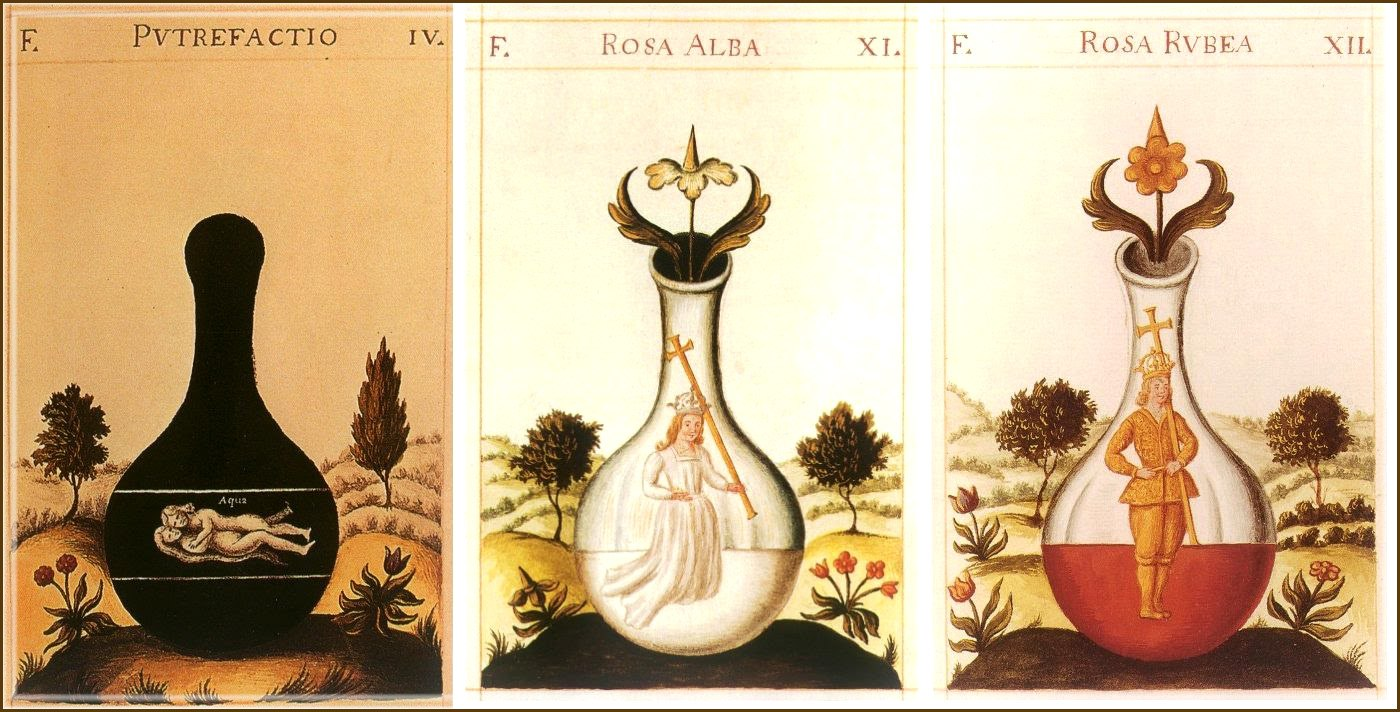
Las tres fases de la Obra Magna: Nigredo, Albedo, Rubedo (de Pretiosissimum Donum Dei, publicado por Georges Aurach en 1475)

Rubedo en alquimia es la última de las tres fases necesarias para transmutar el metal en oro, tras la nigredo y la albedo. En esta etapa, la materia a transmutar se halla en estado casi líquido y es de color rojo brillante, de ahí el nombre Rubedo. Está vinculada al planeta Júpiter y al Sol, además, se la asocia con la fase lunar del Cuarto Creciente.